# 內湖復育園區
25°03′40″N 121°36′24″E / 25.061023°N 121.60669°E
內湖復育園區，是位於臺灣台北市內湖區蘆洲里、基隆河畔的公園，2015年6月5日啟用，前身為被稱為「內湖垃圾山」的葫洲里垃圾掩埋場。

## 歷史
- 垃圾掩埋場原址原為一處位於基隆河旁的窪地，於1970年9月啟用，最初稱為「葫洲里垃圾場」，規劃使用至1975年，並在填滿漥地後停止使用。但由於台北市政府未能在原訂期滿後尋得新的垃圾掩埋場場地，使得掩埋場一直持續使用下去。當時掩埋場僅採用簡單的覆土倒棄法，在填平漥地後繼續堆積垃圾的結果，使得垃圾逐漸堆積成山並產生惡臭，產生的環境問題於1980年起開始受到周邊居民及輿論的重視，開始稱之為「垃圾山」[1]。

- 自1983年起，因垃圾產生的沼氣自燃多次引發大火，不但產生空氣汙染問題，也造成垃圾山多次「坍方」，影響工作人員之安全；因此1984年台北市政府決定新闢福德坑垃圾掩埋場，並於1985年新掩埋場啟用後關閉內湖垃圾山。[2]

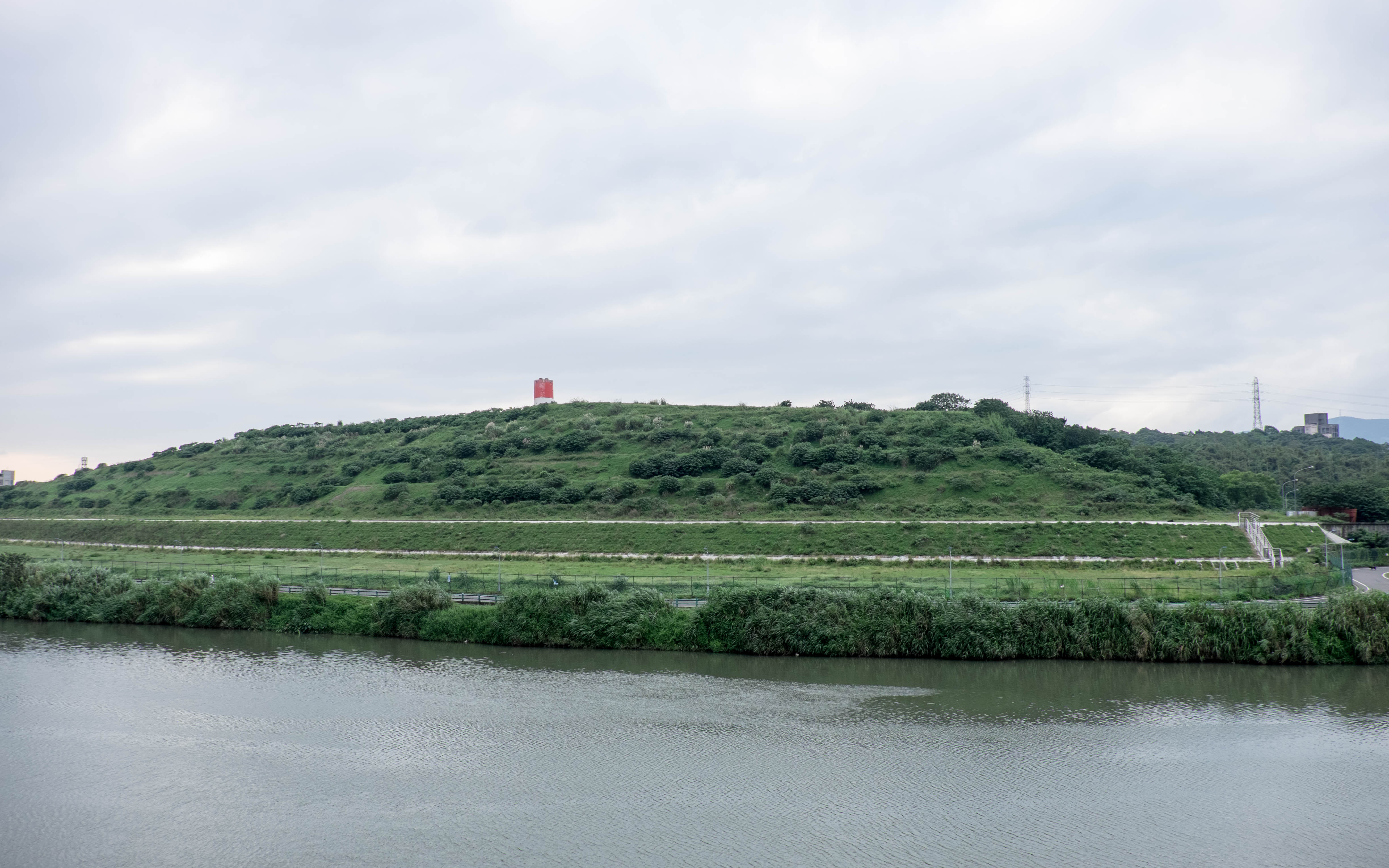
綠化後的原葫洲里垃圾掩埋場與基隆河（2014年）。

- 掩埋場關閉後，因堆積之垃圾已佔用基隆河行水區，1997年行政院要求台北市政府應清除垃圾山位於行水區內的部分[3][4] ；因此台北市政府自2006年開始清除垃圾山[5] ，清出之垃圾區分為四類：可回收再利用、可燃垃圾、有毒事業廢棄物、廢土，目標清除222.8萬立方公尺[6] ，於清理完畢後改設為公園[7]。

- 2014年11月5日，聯合國和平使者（Jane Goodall）與國際扶輪3520地區第13分區代表響應此垃圾清除復育，捐贈1600株臺灣原生植物樹苗及裝置藝術給臺北市政府用於公園內，預計2015年1月完工[8][9]。

- 2015年6月5日，內湖復育園區啟用，建置復育林區、遊憩區、高灘地、陽光草坪、活動廣場、景觀廣場及觀景台等[10]。

## 影響
長一千公尺、寬三五〇公尺、高五十三公尺的大型垃圾山，臺北市政府花了八年時間，將三百萬立方公尺的垃圾山挖掉了兩百多萬立方公尺，進行復育工作並成為一片綠地，代表了在環境保育上的進步。